# HMS Nigeria (60)
HMS Nigeria (60) là một tàu tuần dương hạng nhẹ lớp Crown Colony của Hải quân Hoàng gia Anh Quốc; được đặt tên theo Nigeria, vốn vẫn còn là một thuộc địa của Đế quốc Anh khi nó được chế tạo vào cuối những năm 1930. Nó đã hoạt động trong Chiến tranh Thế giới thứ hai, và sau chiến tranh được bán cho Hải quân Ấn Độ như là chiếc Mysore vào năm 1957. Mysore ngừng hoạt động vào năm 1985

## Thiết kế và chế tạo
Nigeria được chế tạo bởi hãng Vickers Armstrongs tại Walker, Newcastle upon Tyne. Nó được đặt lườn vào ngày 8 tháng 2 năm 1938, được hạ thủy vào ngày 18 tháng 7 năm 1939, và được đưa ra hoạt động vào ngày 23 tháng 9 năm 1940. Nó là chiếc tàu chiến duy nhất của Anh được đặt cái tên HMS Nigeria.

## Lịch sử hoạt động

### Vùng biển nhà
Nigeria phục vụ tại vùng biển nhà và ngoài khơi bờ biển Scandinavia trong giai đoạn đầu của chiến tranh. Vào ngày 28 tháng 6 năm 1941, Nigeria cùng với HMS Bedouin, HMS Tartar và HMS Jupiter đã đánh chặn tàu thăm dò thời tiết Đức Lauenburg trong sương mù dày đặc về phía Đông Bắc đảo Jan Mayen. Con tàu Đức bị phát hiện nhờ bộ dò âm dưới nước HF/DF. Thủy thủ đoàn của Lauenburg bỏ tàu sau khi phóng hỏa đốt tàu, nhưng người Anh vẫn chiếm được nó. Các bảng mật mã có giá trị cùng những bộ phận của máy mật mã Enigma được tìm thấy trên tàu. Đây là một trong những vụ chiếm được tư liệu Enigma sớm nhất trong chiến tranh, chỉ vài tuần sau khi chiếc HMS Bulldog bắt được một máy Enigma nguyên vẹn đầu tiên từ chiếc tàu ngầm Đức U-110 vào ngày 9 tháng 5 năm 1941.
Vào tháng 7 năm 1941, Nigeria trở thành soái hạm của Lực lượng K dưới quyền chỉ huy của Chuẩn Đô đốc Philip Vian. Trong giai đoạn này, Lực lượng K thực hiện hai chuyến đi thăm dò đến Spitsbergen, một lãnh thổ thuộc Na Uy, chuyến thứ nhất nhằm xác minh tình hình, và chuyến thứ hai vào tháng 9 để hộ tống tàu chở quân Empress of Australia chuyên chở binh lính Canada và một nhóm chuyên viên chất nổ. Nhiệm vụ của họ trong Chiến dịch Gauntlet này là nhằm triệt thoái nhân sự Na Uy và Xô Viết khỏi bán đảo, đồng thời phá hủy các mỏ than và dự trữ thực phẩm có thể lọt vào tay đối phương. Họ cũng ghé qua đảo Bear để phá hủy một trạm quan trắc thời tiết của Đức ở đây. Hai tàu tuần dương của lực lượng đặc nhiệm Nigeria và Aurora được cho tách ra để đánh chặn một đoàn tàu vận tải Đức. Trong hoạt động này, Nigeria đã đánh chìm tàu huấn luyện Bremse, nhưng bị hư hại nặng mũi tàu, có thể do đã kích nổ một quả thủy lôi. Khi quay trở về Anh, nó được gửi đến Newcastle để sửa chữa.

### Địa Trung Hải và Viễn Đông

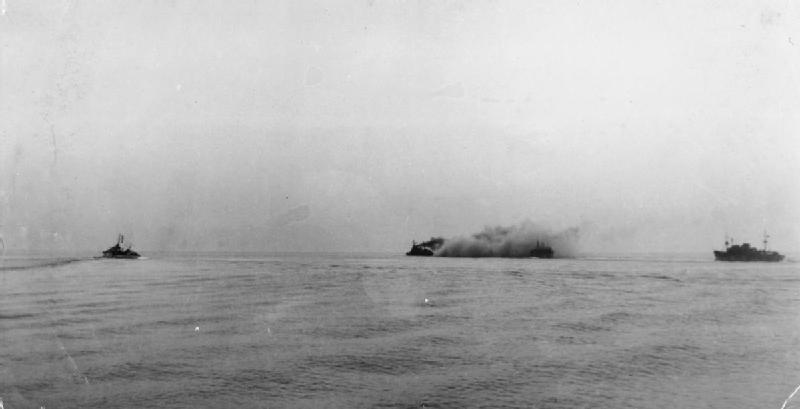
hình ảnh từ xa HMS Nigeria đang bốc cháy sau khi trúng ngư lôi

Nigeria được phân công hoạt động tại Địa Trung Hải. Vào ngày 12 tháng 8 năm 1942, nó tham gia Chiến dịch Pedestal hộ tống mật đoàn tàu vận tải hướng đến Malta. Nó là soái hạm của lực lượng hộ tống gần dưới quyền chỉ huy của Đô đốc Harold Burrough. Nigeria trúng phải ngư lôi phóng từ tàu ngầm Ý Axum và bị hư hại, nhưng vẫn xoay xở quay trở lại Gibraltar dưới sự hộ tống của ba tàu khu trục trong khi Đô đốc Burrough phải chuyển cờ hiệu của mình sang tàu khu trục HMS Ashanti.
Nó được gửi sang Hoa Kỳ để sửa chữa, và phải mất chín tháng để hoàn tất. Sau đó Nigeria hoạt động ngoài khơ bờ biển Nam Phi, và vào ngày 12 tháng 3 năm 1943 đã cứu vớt 30 người sống sót từ chiếc tàu buôn Mỹ James B. Stephens, vốn đã bị tàu ngầm Đức U-160 phóng ngư lôi đánh chìm vào ngày 8 tháng 3 năm 1943 cách 150 nmi (280 km) về phía Đông Bắc Durban. Sau đó Nigeria được điều sang hoạt động cùng Hạm đội Viễn Đông Anh Quốc từ tháng 2 năm 1944 đến tháng 12 năm 1945, khi nó quay trở về Anh để tái trang bị. Trong giai đoạn ở lại Viễn Đông, nó đã tham gia cuộc bắn phá Sumatra.

### Chuyển cho Hải quân Ấn Độ
Nigeria sống sót qua cuộc chiến tranh, và tiếp tục phục vụ cùng Hải quân Hoàng gia cho đến ngày 29 tháng 8 năm 1957, khi nó được bán cho Hải quân Ấn Độ, và được đổi tên thành INS Mysore. Trong giai đoạn phục vụ cùng Ấn Độ, nó từng mắc tai nạn va chạm với tàu khu trục Anh HMS Hogue, làm hỏng nặng mũi của Hogue. Mysore tiếp tục phục vụ thêm 28 năm trước khi nó ngừng hoạt động vào ngày 20 tháng 8 năm 1985.